# Annemarie Düringer
Annemarie Düringer (* 26. November 1925 in Arlesheim, Kanton Basel-Landschaft; † 26. November 2014 in Baden, Niederösterreich, Österreich) war eine Schweizer Schauspielerin. Als langjährige Burgschauspielerin und Trägerin des Alma-Seidler-Rings zählte sie zu den angesehensten deutschsprachigen Theaterschauspielerinnen.

## Leben
Annemarie Düringer wuchs als Tochter des Schweizer Industriellen Heinrich Düringer und Marie Roider in Muri bei Bern auf. Nach dem Abschluss der Ausbildung an einer Berner Handelsschule begann sie 1946 in Paris am Cours Simon eine Schauspielausbildung, die sie ab 1947 zwei Jahre lang am Wiener Max Reinhardt Seminar fortsetzte.

### Bühnenkarriere
1949 wurde sie Ensemblemitglied des Wiener Burgtheaters, in dem sie bis kurz vor ihrem Tod spielte. Sie gastierte unter anderem am Berliner Schillertheater (in Schillers Räuber oder in Molières Don Juan), im Theater am Kurfürstendamm (Lavinia in O’Neills Trauer muss Elektra tragen), an den Münchner Kammerspielen, am Bayerischen Staatsschauspiel sowie auch bei den Salzburger Festspielen. Annemarie Düringers Repertoire war breit gefächert: sie spielte sowohl in klassischen, als auch in modernen Inszenierungen, sie stand etwa in Stücken von Aischylos, Gorki, Grillparzer, Hauptmann, Ibsen, Miller, Pinter, Shakespeare, Strindberg, Tschechow oder Wedekind auf der Bühne.
Annemarie Düringer wurde 1963 der Titel Kammerschauspielerin verliehen. Sie stand mit den meisten der großen Schauspieler des 20. Jahrhunderts auf der Bühne, darunter in ihrer Jugend auch mit Werner Krauß oder Paula Wessely. Ende 2000 spielte sie am Wiener Akademietheater in der Regie Peter Zadeks die abergläubische Haushälterin Frau Helseth in Ibsens Rosmersholm. Eine ihrer bekanntesten Rollen war die Frau Zittel in Thomas Bernhards Heldenplatz in der Regie von Claus Peymann.

### Filmkarriere
1953 stand sie zum ersten Mal vor der Kamera. Regisseur Ernst Marischka holte sie zum Film Feldherrenhügel, in dem sie an der Seite Heinz Conrads spielte. Später folgten weitere Filmrollen, z. B. in Du bist die Welt für mich (1953), in Gefangene der Liebe (1954), in  Die Stadt ist voller Geheimnisse (1954), in Ewiger Walzer (1954), Ein Mann vergißt die Liebe (1955), Der 20. Juli (1955) oder in Oberwachtmeister Borck (1955). In der Filmadaption des Stücks Vor Sonnenuntergang von Gerhart Hauptmann spielte sie 1956 die Inken Peters an der Seite von Hans Albers. Im Thriller Nachts, wenn der Teufel kam trat sie 1957 unter anderem neben Mario Adorf und Claus Holm auf. Für ihre Leistung darin wurde sie 1958 im Rahmen der Berlinale mit dem Bundesfilmpreis ausgezeichnet. 1961 spielte sie neben Heinz Rühmann in der Komödie Der Lügner.
Auch internationale Filmerfolge kennzeichnen ihre Karriere: Victor Vicas besetzte sie in seinem Spionagedrama Count Five and Die (1958) sowie in SOS – Gletscherpilot (1959). Der Schweizer Regisseur Franz Schnyder gab ihr 1958 die Rolle des Änneli in der Gotthelf-Verfilmung Die Käserei in der Vehfreude und später die Rolle der Sophie in seinem Zweiteiler über Gotthelfs Anne Bäbi Jowäger (1960/62). Nach 1962 war sie seltener auf der Leinwand zu sehen: 1970 spielte sie Frau Jenny in Kurt Frühs Dällebach Kari, 1976 Mrs. Müller in Schatten der Engel von Daniel Schmid, 1978 wirkte sie im Kurzfilm Bourbon Street Blues von Douglas Sirk mit und 1982 spielte sie die Dr. Marianne Katz in Rainer Werner Fassbinders Die Sehnsucht der Veronika Voss.
Vereinzelt spielte sie auch in Fernsehfilmen, etwa in der Fernsehfassung von Berlin Alexanderplatz (1980), in der Tatort-Folge Mord auf Raten (1980), in Das Gläserne Wappen (1983) oder Die Gunst der Sterne (1988) sowie in Dieter Wedels Mehrteiler Der große Bellheim (1993). Im Sissi-Filmporträt Wie eine schwarze Möwe (1998) mimte sie die Erzherzogin Sophie.
2002 trat Düringer wieder in einer kleinen Kinofilmrolle in Gebürtig auf, der Verfilmung des gleichnamigen Romans von Robert Schindel. 2006 spielte sie in der Filmbiografie Klimt von Raúl Ruiz an der Seite von John Malkovich die Mutter des Malers. Im selben Jahr war sie im Schweizer Kinofilm Die Herbstzeitlosen in der Rolle der Frieda Eggenschwyler zu sehen. 2013 spielte sie die Hauptrolle in Lovely Louise unter der Regie von Bettina Oberli.
Im Jahr 2004 übernahm Düringer die Patronanz der Europäischen Shakespeare-Tage in Murau, bekannt unter dem Festivaltitel Shakespeare in Styria. Sie trat in Murau auch mit Lesungen auf und blieb Patronin des Festivals bis zu ihrem Tod. Düringer starb im November 2014 an ihrem 89. Geburtstag im österreichischen Baden.

## Filmografie
- 1953: Der Feldherrnhügel
- 1953: Du bist die Welt für mich
- 1954: Gefangene der Liebe
- 1954: Ewiger Walzer
- 1955: Die Stadt ist voller Geheimnisse
- 1955: Ein Mann vergißt die Liebe
- 1955: Der 20. Juli
- 1955: Oberwachtmeister Borck
- 1956: Vor Sonnenuntergang
- 1957: Nachts, wenn der Teufel kam
- 1957: Der Ring der Gejagten
- 1958: Die Käserei in der Vehfreude
- 1959: SOS – Gletscherpilot
- 1960: Anne Bäbi Jowäger – I. Teil: Wie Jakobli zu einer Frau kommt
- 1961: Anne Bäbi Jowäger – II. Teil: Jakobli und Meyeli
- 1961: Der Lügner
- 1962: Der Mann des Tages (Fernsehfilm)
- 1962: Anne Bäbi Jowäger
- 1964: Tartuffe (Fernsehfilm)
- 1966: Ein Bruderzwist in Habsburg (Fernsehfilm)
- 1966: Musik (Fernsehfilm)
- 1968: Der blaue Strohhut (Fernsehfilm)
- 1968: Reiterattacke (Fernsehfilm)
- 1970: Dällebach Kari
- 1970: Friedrich III. '...gestorben als Kaiser' (Fernsehfilm)
- 1972: Der Fall
- 1974: Perahim – die zweite Chance (Fernsehfilm)
- 1976: Schatten der Engel
- 1977: Die Spitzenklöpplerin (La dentellière)
- 1978: Anne Bäbi Jowäger (Director’s Cut der 1960er-Filme)
- 1979: Bourbon Street Blues (Kurzfilm)
- 1980: Tatort: Mord auf Raten (Fernsehfilm)
- 1980: Berlin Alexanderplatz (Fernseh-Miniserie)
- 1982: Die Sehnsucht der Veronika Voss
- 1982: Die Krimistunde (Fernsehserie, Folge 1, Episode: "Der Antrag")
- 1983: Das gläserne Wappen (Fernsehfilm)
- 1984: Die Familie oder Schroffenstein (Fernsehfilm)
- 1984: Baumeister Solness (Fernsehfilm)
- 1985: Derrick (Fernsehserie, Folge Lange Nacht für Derrick)
- 1988: Die Gunst der Sterne (Fernsehfilm)
- 1993: Der große Bellheim (Fernseh-Miniserie)
- 1998: Wie eine schwarze Möwe (Fernsehfilm)
- 2000: Schloßhotel Orth (Fernsehserie, Folge Der Vorhang fällt)
- 2001: Rosmersholm (Fernsehfilm)
- 2002: Gebürtig
- 2003: Elisabeth II.
- 2006: Klimt
- 2006: Die Herbstzeitlosen
- 2007: SOKO Kitzbühel (Fernsehserie, Folge Was geschah mit Vera Z.?)
- 2009: Detektiv wider Willen (Fernsehfilm)
- 2009: Vision – Aus dem Leben der Hildegard von Bingen
- 2009: In einem anderen Licht (Fernsehfilm)
- 2010: Der letzte Weynfeldt (Fernsehfilm)
- 2013: Lovely Louise

## Theater (Auswahl)
- 1960: Ein Sommernachtstraum von William Shakespeare (Burgtheater); Rolle: Titania
- 1979: Sappho von Franz Grillparzer (Burgtheater); Rolle: Sappho
- 1983: Baumeister Solneß von Henrik Ibsen (Münchener Kammerspiele, Regie Peter Zadek [Einladung zum Theatertreffen Berlin]); Rolle: Aline

## Hörspiele
- 2008: Marie von Ebner-Eschenbach: Das Gemeindekind (Baronin) – Regie: Götz Fritsch (Hörspiel – ORF/MDR)

## Auszeichnungen
- 1958: Bundesfilmpreis für Nachts, wenn der Teufel kam (Beste Nebendarstellerin)
- 1963: Ernennung zur Kammerschauspielerin
- 1968: Ehrenkreuz für Wissenschaft und Kunst I. Klasse
- 1974: Hans Reinhart-Ring
- 1977: Kainz-Medaille
- 2000: Alma-Seidler-Ring
- 2001: Doyenne des Wiener Burgtheaters
- 2005: Goldenes Ehrenzeichen für Verdienste um das Land Wien
- 2010: Ehrenring des Wiener Burgtheaters
- Ehrenmedaille der Bundeshauptstadt Wien in Gold
- Großes Ehrenzeichen der Republik Österreich

## Schriften
- Marie-Theres Arnbom: Blitzlichter. Erinnerungen von Annemarie Düringer. Molden, Wien 2003, ISBN 3-85485-099-9.